# Mazeray
 Mazeray  es una población y comuna francesa, situada en la región de Poitou-Charentes, departamento de Charente Marítimo, en el distrito de Saint-Jean-d'Angély y cantón de Saint-Jean-d'Angély.

## Demografía
| 589 | 558 | 580 | 707 | 762 | 779 |
| Para los censos de 1962 a 1999 la población legal corresponde a la población sin duplicidades (Fuente: INSEE [Consultar]) |     |     |     |     |     |